# Kurzyna Wielka
Kurzyna Wielka (deutsch Groß Rauchersdorf) ist eine Ortschaft mit einem Schulzenamt der Gemeinde Ulanów im Powiat Niżański der Woiwodschaft Karpatenvorland in Polen.

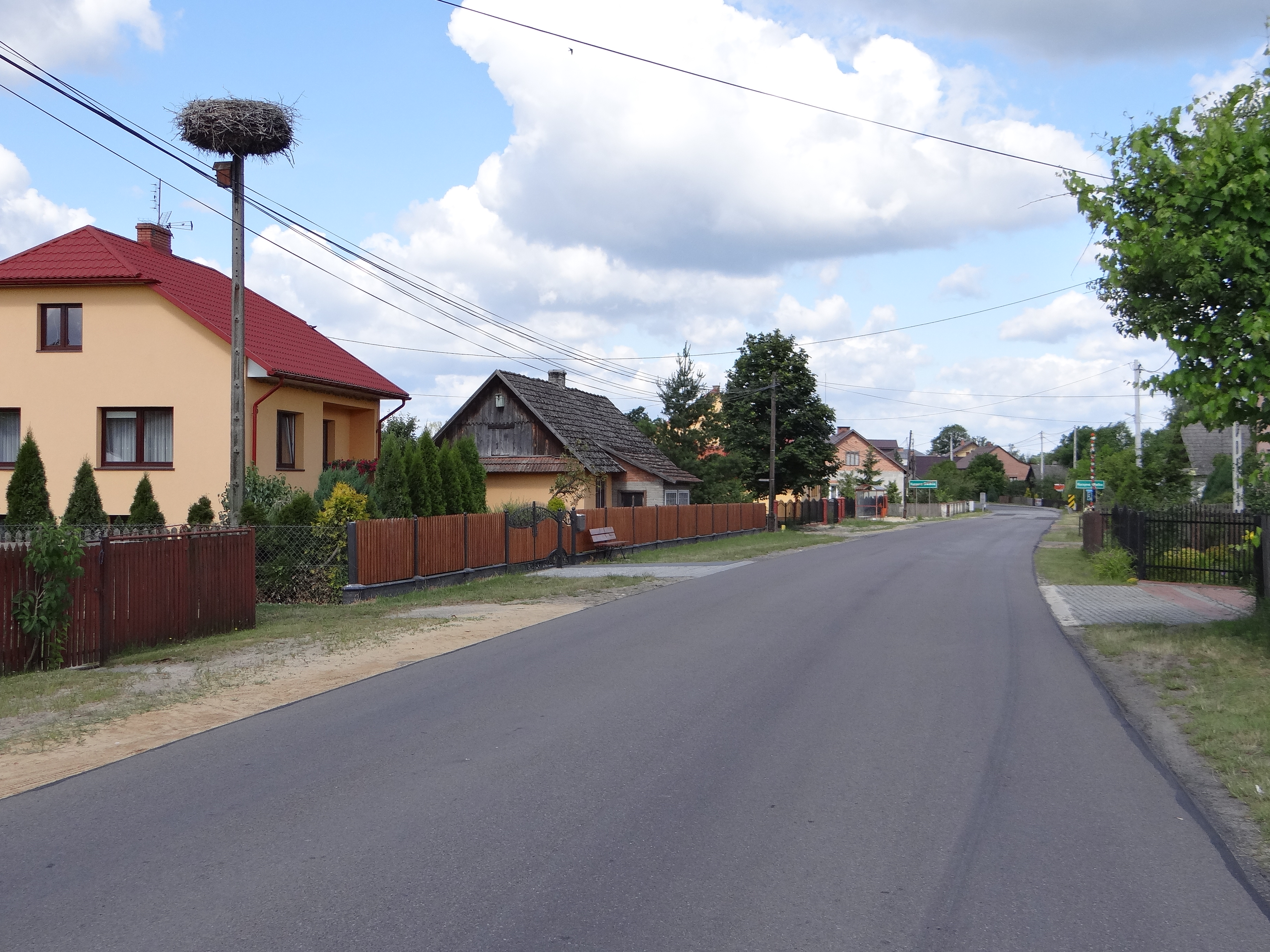
Straße durch das Dorf

## Geographie
Der Ort liegt am rechten, nördlichen Ufer des Flusses Tanew, im Sandomirer Becken. Die Nachbarorte sind Kurzyna Średnia im Westen, Golce im Norden, Gózd, Żuk Stary und Żuk Nowy im Osten, sowie Dąbrowica im Süden.

## Geschichte

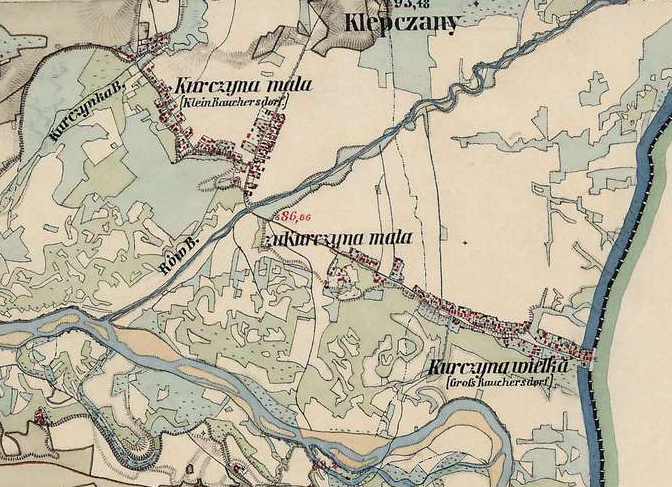
Kurzyna auf der Franziszeischen Landesaufnahme um die Mitte des 19. Jahrhunderts

Es gibt drei benachbarte Dörfer dort, die Kurzyna genannt wurden: Kurzyna Mała (Klein Rauchersdorf), Kurzyna Wielka (Groß Rauchersdorf) und Kurzyna Średnia (Mittel Rauchersdorf). Kurzyna Mała (eigentlich größer) und Kurzyna Wielka existierten vor 1772 und gehörten der Pfarrgemeinde in Pysznica. Der besitzanzeigende Name Kurzyna ist vom Personennamen Kura (kura – Haushuhn) oder Kurza (kurzyć – rauchen) abgeleitet.
Bei der Ersten Teilung Polens kamen beide Dörfer 1772 zum neuen Königreich Galizien und Lodomerien des habsburgischen Kaiserreichs (ab 1804).
Im Jahre 1783 wurden im Zuge der Josephinischen Kolonisation zwischen Kurzyna Mała und Kurzyna Wielka deutsche Kolonisten katholischer und lutherischer Konfession angesiedelt. Die Kolonie wurde Rauchersdorf genannt, annähernd die Übersetzung der Namen der polnischen Dörfer (abgeleitet von kurzyć – rauchen). Diese Kolonie wurde unabhängige Gemeinde und später Kurzyna Średnia genannt.
Ab 1809 grenzte Kurzyna Wielka im Osten an das Herzogtum Warschau bzw. ab 1815 an Kongresspolen.
Im Jahr 1900 hatte die Gemeinde Kurzyna Wielka im Bezirk Nisko 70 Häuser mit 370 Einwohnern, davon waren 367 polnischsprachig, 325 römisch-katholisch, 22 griechisch-katholisch, 23 jüdisch.
1918, nach dem Ende des Ersten Weltkriegs und dem Zusammenbruch der k.u.k. Monarchie, kam Kurzyna Wielka zu Polen.
Im Jahr 1921 hatte das Dorf Kurzyna Wielka 57 Häuser mit 306 Einwohnern, davon waren alle Polen, 295 katholisch, 1 griechisch-katholisch, 10 jüdisch (nur Religion).
Im Zweiten Weltkrieg gehörte es zum Generalgouvernement.
Von 1975 bis 1998 gehörte Kurzyna Mała zur Woiwodschaft Tarnobrzeg.